# Guaduella
Guaduella és un gènere de bambús de la família de les poàcies. És originari d'Àfrica tropical i l'únic gènere de la tribu Guaduellieae. El gènere fou descrit per Adrien René Franchet i publicat a Bulletin Mensuel de la Société Linnéenne de Paris 1: 676. 1887.

## Taxonomia
- Guaduella densiflora Pilg.
- Guaduella dichroa Cope
- Guaduella foliosa Pilg.
- Guaduella humilis Clayton
- Guaduella ledermannii Pilg.
- Guaduella longifolia E.G.Camus
- Guaduella macrostachyus (K.Schum.) Pilg.
- Guaduella marantifolia Franch.
  -     - Guaduella marantifolia var. brevifolia Franch.
    - Guaduella marantifolia var. duparqueti Franch.
    - Guaduella marantifolia var. marantifolia
- Guaduella milbreadii Pilg.
- Guaduella oblonga Hutchinson ex Clayton
- Guaduella zenkeri Pilg.